# سهيل الحسن
سهيل سلمان الحسن (المولود في 10 يونيو 1970)، الذي يلقب بـالنمر، هو لواء سابق في القوات المسلحة السورية ، عمل كقائد لقوات النمر النخبوية التابعة له في عهد الرئيس بشار الاسد. تخرج من أكاديمية القوات الجوية العربية السورية في عام 1991، وخدم في العديد من الوحدات التابعة للقوات الجوية العربية السورية وقوات الدفاع الجوي، وأكمل عدة دورات تدريبية. وبعد أن كان يخدم في القوات الجوية العربية السورية ووحدات الدفاع الجوي العربية السورية، انضم إلى دائرة الاستخبارات التابعة للقوات الجوية، حيث كان مسؤولا عن تدريب عناصر قسم العمليات الخاصة. خلال الثورة السورية، خدم سهيل الحسن وقاد قواته خلال عدة اشتباكات كبرى، بما في ذلك عملية نجم سهيل ومعركة حقل غاز الشاعر. وهو جزء من الجيل الجديد من قادة الجيش السوري الميدانيين الذين برزوا خلال الحرب الأهلية. صحيفة لوموند الفرنسية ادعت أنه قد يكون منافس للأسد على رئاسة سوريا.
ووصف المحللون الحسن بأنه يفضل روسيا (عوضا عن إيران) أن تكون الحليف الرئيسي للحكومة السورية خلال الحرب الأهلية السورية وما يليها من إعادة إعمار بعد الحرب. ويتناقض موقفه مع ماهر الأسد شقيق الرئيس السوري السابق بشار الأسد ورئيس الحرس الجمهوري السوري والفرقة الرابعة المدرعة الذي يقال أنه يفضل إيران.

## السيرة الذاتية
الحسن ينتمي إلى الطائفة العلوية. ويقال أن لديه ابن واحد لم يره منذ بداية الحرب الأهلية السورية. أول ظهور إعلامي كبير للحسن، كان فيلم فيديو من ربيع عام 2014، نشر على الإنترنت من قبل قناة سما الموالية للحكومة، يظهر الحسن وهو يزور القوات على الجبهة في حلب. وهو معروف بحبه للشعر، حتى أنه يبث قصائده الخاصة على مكبر صوت باتجاه أعدائه، باعتباره إنذارا لما سيحدث إذا لم يستسلموا. يقول إنه يحاول دائما إعطاء فرصة لأعدائه بالتخلي والاستسلام ولكنه لا يشفق إذا لم يفعلوا ذلك أو إذا خانوه.
رفض حسن ترقية ليصبح العميد من اجل الاستمرار في قيادة قواته مباشرة في ميدان المعركة. وقد وصفت أساليب القتال التي يتبعها بأنها تستخدم سياسة الأرض المحروقة، يتبعها الاعتداء على مواقع المعارضة بشن غارات على البيوت. وادعى مصدر عسكري سوري أن حسن "لم يخسر أبدا أية معارك" مع قوات المعارضة السورية، ومع ذلك فقد اعتبر الحصار الثاني لوادي الضيف بمثابة هزيمة شخصية للحسن، بينما فشلت قوات النمر الخاضعة لقيادة حسن في كسر خطوط قوة المعارضة عندما أرسلت إلى إدلب لمواجهة هجمات المعارضة في عام 2015.
في 25 ديسمبر 2015، زُعم أن العقيد سهيل الحسن تمت ترقيته إلى عميد، رغم أن رتبة الحسن محل خلاف.

## وصلات خارجية
سهيل الحسن.. مجرم حرب سوريا المفضل لدى بوتين
هل قُتل سهيل الحسن
القيادي بالجيش السوري سهيل الحسن مثار للسخرية
تجدد الجدل حول شخصية سهيل الحسن.. نسخ متعددة يظهر فيها